# Richterskalan

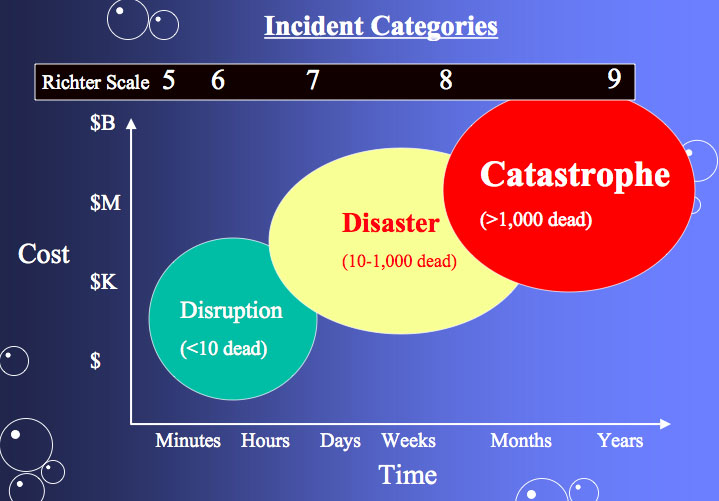
Richterskalan i förhållande till skador och hur ofta dessa förekommer.

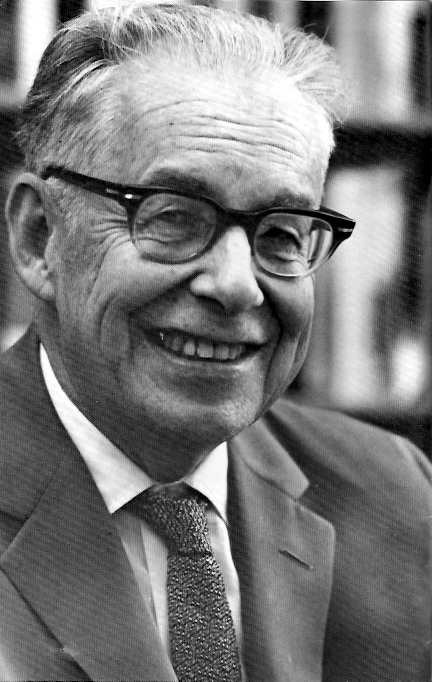
Charles Richter omkring år 1970.

Richterskalan är en skala som tidigare användes för att ange styrkan hos jordbävningar, men som sedan början av 2000-talet ersatts med Momentmagnitudskalan, bland annat vid rapportering från den amerikanska myndigheten U.S. Geological Survey. De två skalorna ger liknande värden för mindre jordbävningar, medan Richterskalan kan underskatta storleken hos verkligt stora jordbävningar. I nyhetsrapportering anges ofta storleken hos en jordbävning med "Richterskalan", trots att storleksbestämningen i själva verket skett med momentmagnitudskalan.
Skalan är en logaritmisk skala där varje steg (magnitud) motsvarar en ökning av amplituden på vågrörelsen (skakningen) med 10 gånger. Detta motsvarar ca 32 gånger mer energi. En jordbävning på 3–4 är knappt märkbar; en på 8 eller mer kan ödelägga städer om den inträffar i tättbebyggda områden. Jordbävningar på cirka 8,0 inträffar i genomsnitt en gång per år medan jordbävningar på mer än 9 inträffar mer sällan. Skalan kan även anta negativa värden, men så svaga jordbävningar är svåra att detektera.

## Bakgrund
Skalan togs fram år 1935 av Charles Richter i samarbete med Beno Gutenberg vid California Institute of Technology. Avsikten var från början endast att klassificera jordbävningar i ett visst område i Kalifornien uppmätta med en Wood-Anderson, en speciell typ av seismometer. Nollpunkten i skalan definierades som ”en jordbävning som på 100 km avstånd registreras på en Wood-Anderson-seismometer med ett utslag på 1 mikrometer”. Nollpunkten är alltså en extremt svag jordbävning, på den tiden i praktiken nästan omätbar. Syftet var att skalan inte skulle behöva anta negativa värden i praktiska fall, även om skalan alltså även innefattar sådana.
Richterskalan är ibland missvisande, då den utlösta energin inte alltid motsvarar graden av förödelse. Beroende på hur marken rör sig, kan destruktionskraften i en jordbävning med en viss magnitud på richterskalan variera avsevärt. Andra skalor, som Rossi-Forel-skalan och mercalliskalan är betydligt bättre lämpade för att mäta jordbävningens effekter, men richterskalan är ändå den som är bäst känd och därför den som vanligen används i populära sammanhang.
Mellan jordbävningens magnitud M och den frigjorda energin E (Joule), finns sambandet {\displaystyle M={\frac {2}{3}}\cdot (\log {E}-K)} där K är en korrektionskonstant beroende av avståndet till epicentrum.

## Richterskalans magnituder
Händelser med magnituder på runt 4,5 eller större är starka nog för att bli registrerade av seismografer över hela jorden.
Följande beskriver typiska effekter av jordbävningar av olika magnituder nära epicentrum, men intensitet och markeffekter beror inte bara på magnituden, utan också på avståndet till epicentrum och geologiska förhållanden (viss terräng kan förstärka seismologiska effekter).
| Benämning     | Richtermagnitud  | Effekt | Frekvens              |
| ------------- | ---------------- | --- | --------------------- |
| Mikro         | Mindre än 2,0    | Känns inte | Omkring 8 000 per dag |
| Mycket små    | 2,0–2,9          | Känns normalt inte, men registreras | Omkring 1 000 per dag |
| Mindre        | 3,0–3,9          | Känns ofta, men orsakar sällan skador | Ungefär 49 000 per år |
| Lätt          | 4,0–4,9          | Kännbar skakning av inomhusföremål, skakande ljud. Större skador osannolika                                                              | Ungefär 6 200 per år  |
| Medel         | 5,0–5,9          | Kan orsaka större skador på dåligt konstruerade byggnader över mindre regioner. Oftast endast mindre skador på välkonstruerade byggnader | Ungefär 800 per år    |
| Stark         | 6,0–6,9          | Kan vara förödande i befolkade områden med upp till ungefär 1,6 mils utsträckning                                                        | Ungefär 120 per år    |
| Större        | 7,0–7,9          | Kan orsaka allvarlig skada över större områden                                                                                           | Ungefär 18 per år     |
| Stor          | 8,0–8,9          | Kan orsaka mycket allvarliga skador i områden med över 1,6–2,2 mils utsträckning                                                         | Ungefär 1 per år      |
| Sällsynt stor | 9,0 eller större | | Ungefär 1 per 20 år   |

Baserat på data från US Geological Survey
Större jordbävningar sker i genomsnitt ungefär en gång per år. Den största registrerade jordbävningen var jordbävningen i Valdivia den 22 maj 1960, som hade en magnitud (MW) på 9,5.